# باري لويس
باري لويس (9 ديسمبر 1952 في المملكة المتحدة - )  (بالإنجليزية: Barry Lewis)‏ هو لاعب كريكت بريطاني. لعب مع Dorset County Cricket Club ‏.